# Bernhard Lang

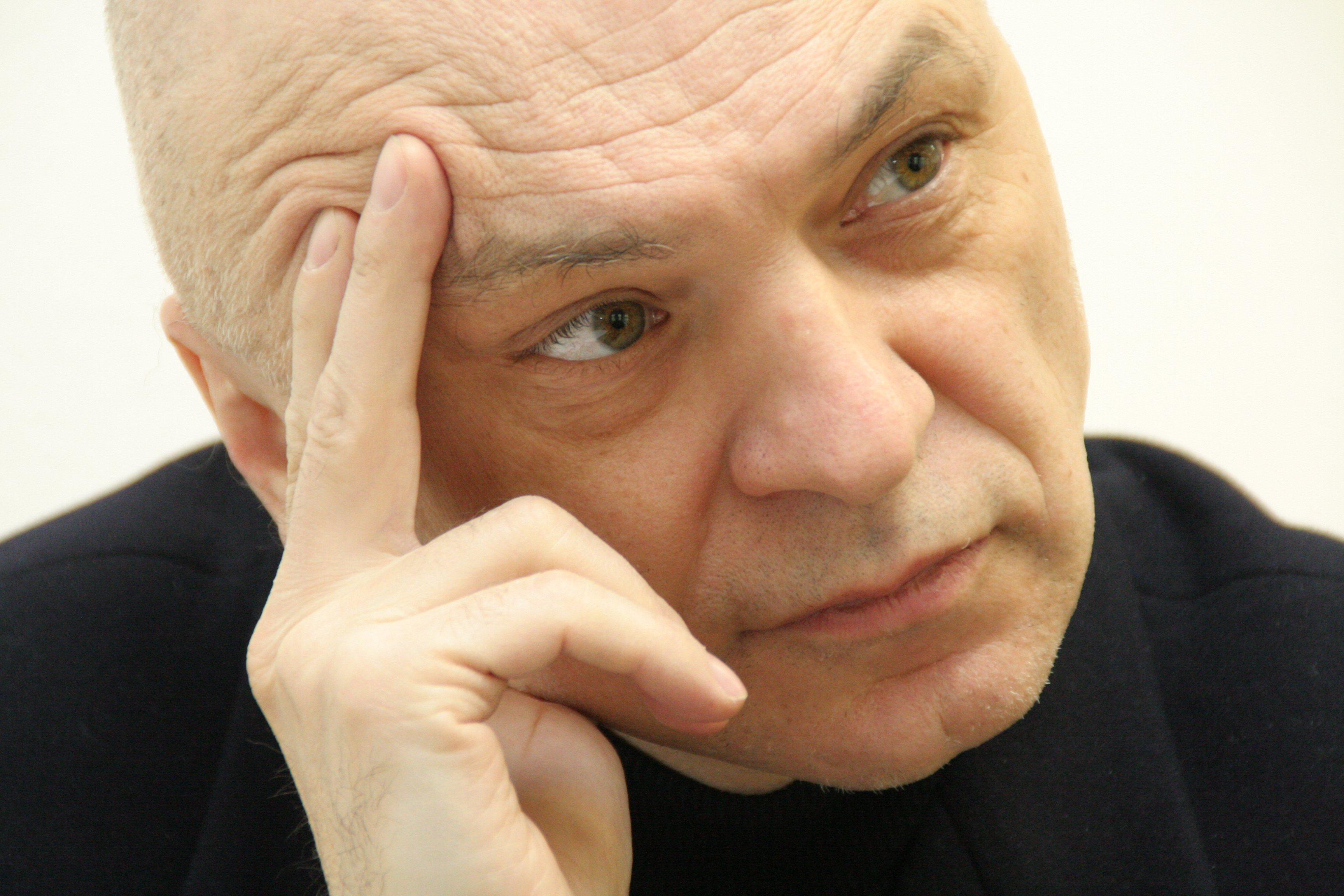
Bernhard Lang in 2007

Bernhard Lang (Linz, 24 februari 1957) is een Oostenrijks componist.

## Biografie
Lang heeft gestudeerd aan het Bruckner Conservatorium in Linz. Naast compositie studeerde hij piano, filosofie, taalwetenschap en harmonieleer, maar ook computermuziek. Hij kreeg er les van onder andere A. Dobrowolsky en Gösta Neuwirth. Van 1977 tot 1981 maakte hij deel uit van een aantal jazzensembles.
Vanaf 1988 geeft hij ook zelf les in Graz. Mededocenten en componisten hebben hem beïnvloed, zoals eerder genoemde Neuwirth, maar ook Georg Friedrich Haas.
Zijn muziek valt door zijn brede educatie niet onder één noemer te vangen. Hij combineert allerlei muzikale stromingen en ideeën naar een compositie toe. Hij heeft een doorlopende compositiecyclus Differenz / Wiederholungen, gebaseerd op de filosofische gedachte van Gilles Deleuze.

## Oeuvre
Voor zijn oeuvre wordt verwezen naar zijn website (zie externe link).